# 食物大戰

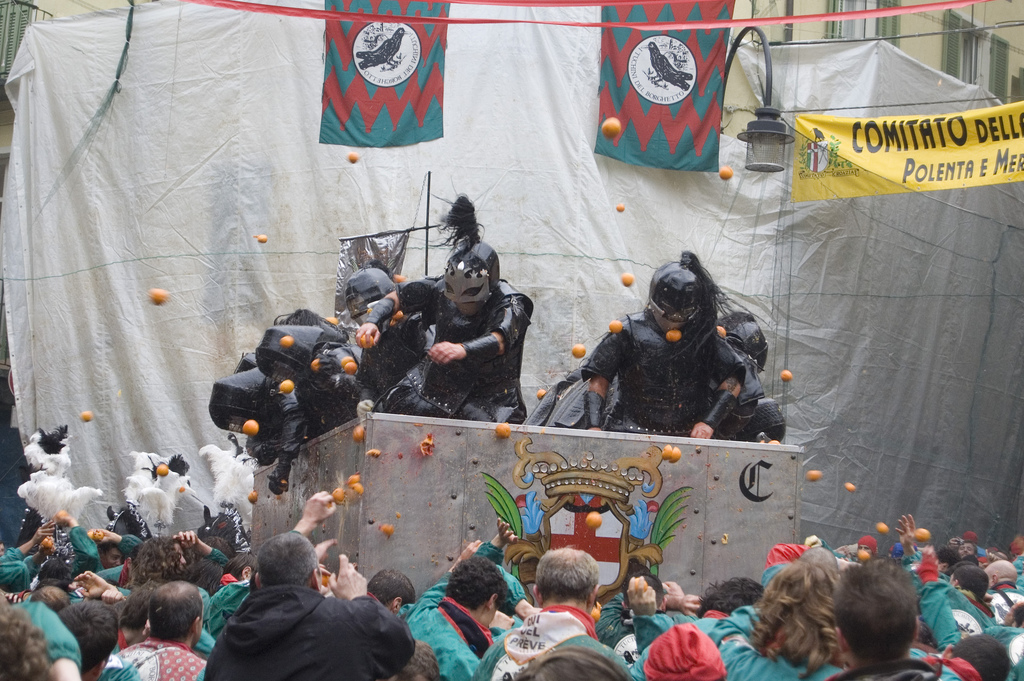
義大利伊夫雷亞的La Battaglia Delle Arance（柳橙大戰）活動

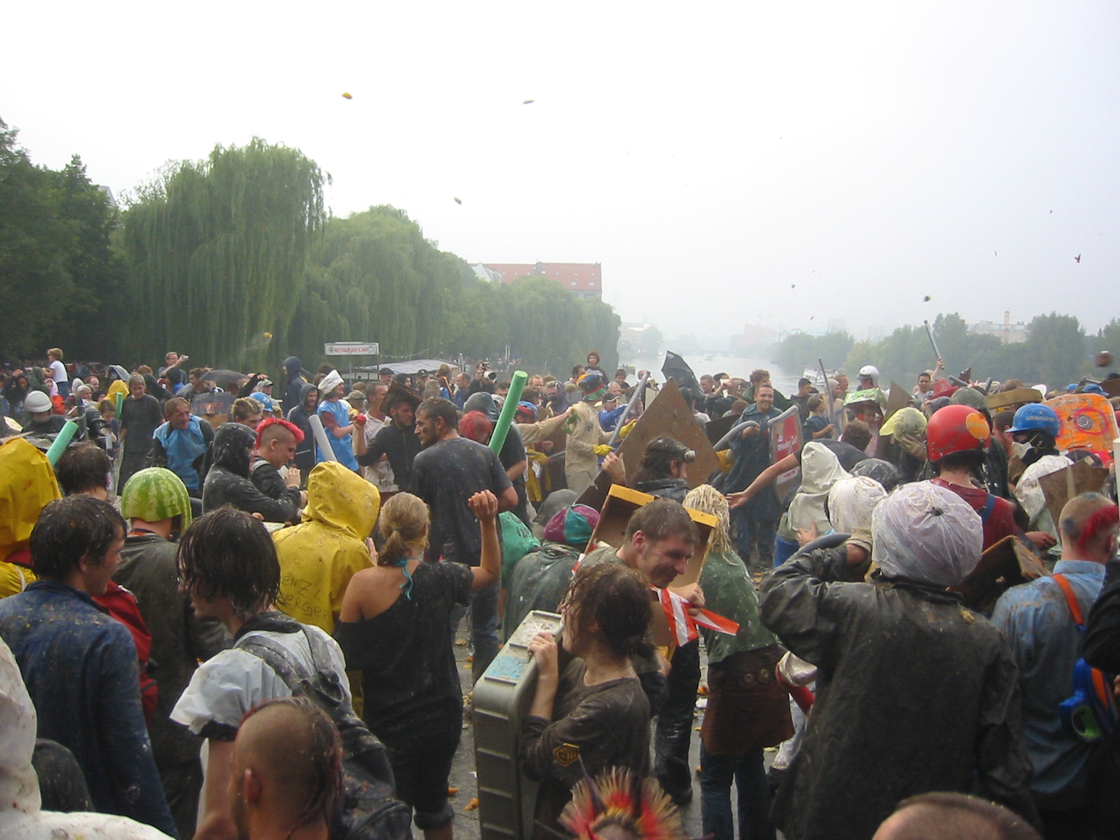
德國柏林的Gemüseschlacht（蔬菜大戰）活動

食物大戰是一种混乱的集体行为，以食物作為拋體扔向其他人。这些食物不是为了伤害或损害他人，而是自发性食物投掷。即兴食物大戰的实例：叛乱或暴力；然而，也可以是计划的活动。例如：西班牙番茄大战是定期举行，食物大戰中，参与者的皮膚每一个地方都是番茄。在有组织的食物大戰中，食物“武器”，通常是一种或有限制的項目，而一个即兴的食物大战会使用手上隨意的食物。
食物大戰一个共同的元素是臉上的派特别突出的闹剧。食物大戰經常刊登在儿童电视节目和书籍，通常作为一个例子破坏或鲁莽行为。一个着名食物大戰的场景，发生在电影動物屋，而另一个发生在。
虽然通常与少年相關，例如與学校關聯，然而有显着的事件是发生在官方地点，例如在台湾立法院午餐会议。在欧洲，一些食物大戰演变成传统的庆祝活动的根源无论是在最近过去，如：西班牙番茄大战或是已有几百年歷史的意大利伊夫雷亚柳橙大戰。
杰瑞·斯布林格秀在某些情节，會使用食物大戰的節目，例如：涉及一个客人想面对自己的亲戚或朋友在一个特别的假日或试图阻止一场婚礼時。